# Lesní jezero
Lesní jezero (anglicky Lake of the Woods, francouzsky Lac des Bois, odžibvejsky Pikwedina Sagainan) je jezero v Severní Americe na hranicích amerického státu Minnesota a kanadských provincií Ontario a Manitoba. Je jedním z pozůstatků obrovského ledovcového jezera Agassiz. Má rozlohu 4 349 km² (z toho 3 149 km² náleží Kanadě a 1 200 km² USA). Je 110 km dlouhé a až 95 km široké. Dosahuje maximální hloubky 64 m. Hladina leží v nadmořské výšce 323 m.

## Pobřeží
Pobřeží na jihu a západě je relativně málo členité, jen s několika výraznými okrouhlými zátokami. Na severní a východní straně je naopak členité extrémně, s tisíci drobných ostrůvků a klikatých zátok, jimiž přechází v rozsáhlou jezerní plošinu západního Ontaria. Z východu do něj vybíhá velký poloostrov Aulneau, spojený s pevninou jen asi 50metrovou šíjí, který sám obsahuje přes 80 dalších jezírek. Díky této členitosti měří pobřeží jezera desítky tisíc kilometrů.

## Ostrovy
Jezero oplývá lesnatými ostrůvky. Celkem je na jezeře 14 552 ostrovů s úhrnnou délkou pobřeží asi 65 000 km.

## Vodní režim
Do jezera ústí řeka Rainy, průtoky z jezer Shoal a Kakagi a další menší přítoky.  Na severním konci z jezera odtéká řeka Winnipeg do Winnipežského jezera.

## Osídlení pobřeží
Oblast je celkově velmi málo zalidněná, ostrůvky jsou vesměs neobydlené. Na severním břehu leží město Kenora, na východě Sioux Narrows, na jihozápadě Warroad.

## Průběh státní hranice
Na Lesním jezeře se nachází anomálie v průběhu kanadsko-americké hranice, která se zde mimořádně odchyluje od 49. rovnoběžky na sever. To má historické důvody v definici lomových bodů hranice na základě vágních formulací a nepřesných map. Důsledkem je existence „exklávy“ státu Minnesota na poloostrově na západě jezera, tzv. Northwest Angle, která je nejsevernějším místem území Sousedících států USA.